# تخمير البيوتانديول

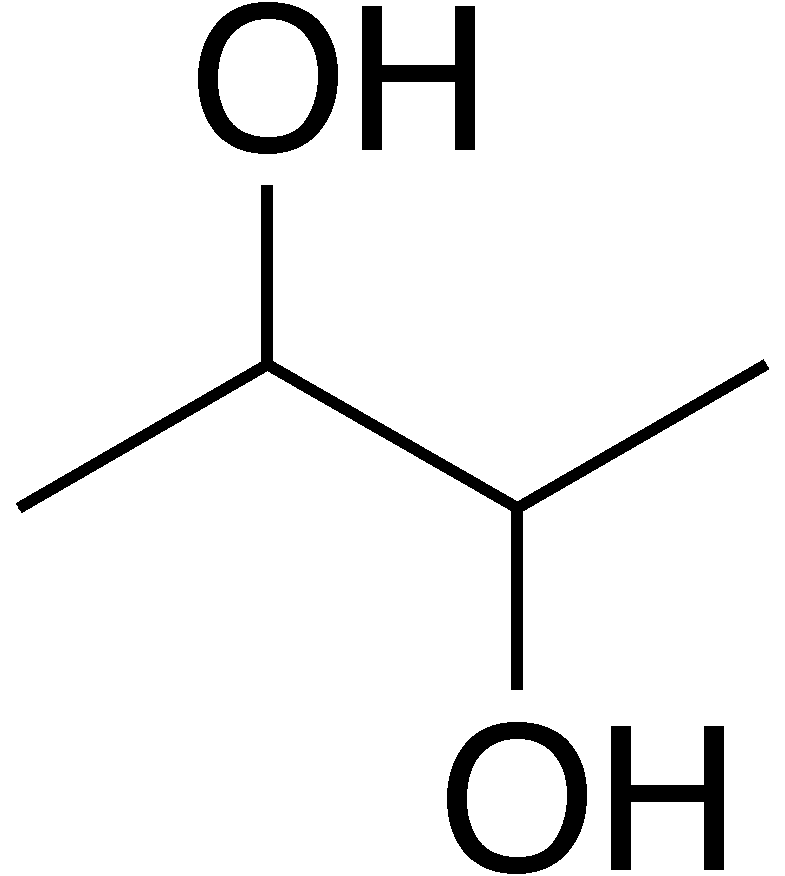
الشكل 1: التركيب الكيميائي لتخمير 2,3-بيوتانديول

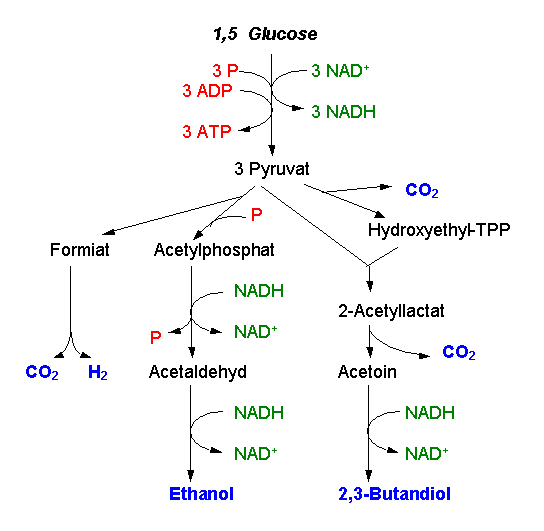
الشكل 2: عملية التخمير لإنتاج البيوتانديول

2،3- تخمير البيوتانديول هو تخمير لا هوائي للجلوكوز باستخدام 2،3-بيوتانديول [الإنجليزية] كأحد المنتجات النهائية. القياس المتكافئ الكلي للتفاعل هو
2 بيروفات + NADH -> 2 CO 2 + 2،3-بيوتانيديول.
يعتبر تخمير البيوتانديول نموذجيًا للاختيارات اللاهوائية كليبسيلا و أمعائية ويُختبر لاستخدام Voges-Proskauer [الإنجليزية](VP). هناك سلالات بديلة أخرى يمكن استخدامها، تم الحديث عنها بالتفصيل في قسم سلالات البكتيريا البديلة أدناه.
وظيفة التمثيل الغذائي لـ 2،3-بيوتانيديول غير معروفة، على الرغم من أن البعض قد تكهن بأنها كانت ميزة تطورية لهذه الكائنات الدقيقة لإنتاج منتج محايد أقل تثبيطًا من منتجات الأكسدة الجزئية الأخرى ولا يقلل من الرقم الهيدروجيني بنفس القدر المختلط الأحماض.
هناك العديد من التطبيقات الصناعية الهامة التي يمكن استخدام البيوتانديول فيها، بما في ذلك مضاد التجمد والمضافات الغذائية والمطهرات والمستحضرات الصيدلانية. كما يُنتج بشكل طبيعي في أماكن مختلفة من البيئة.

## مقارنة مع التخمير الحمضي المختلط
ينتج عن تخمير 2،3-بيوتانيديول كميات أقل من الحمض من التخمر الحمضي المختلط [الإنجليزية]، وتعتبر منتجات بيوتانيديول وإيثانول وثنائي أكسيد الكربون وثاني أكسيد الهيدروجين هي المنتجات النهائية. بينما يُكون كميات متساوية من CO 2 و H 2 أثناء تخمير الحمض المختلط، ينتج عن تخمير البيوتانديول أكثر من ضعف كمية ثاني أكسيد الكربون لأن الغازات لا تُنتج فقط عن طريق فورمات هيدروجين لياز كما هو الحال في تخمير الحمض المختلط.
2،3 يُنتج البيوتانديول بمستويات مختلفة في عمليات التخمير المهواة طالما أن مستوى الأكسجين المذاب محدود (أي أن المزرعة تحاول استهلاك أكسجين أكثر مما هو متاح). تحدد درجة محدودية الأكسجين نسب 2،3-بيوتانيديول إلى المنتجات الثانوية المنتجة

## تطبيقات صناعية
يحتوي 2،3-بيوتانيديول على مجموعة متنوعة من التطبيقات والمنتجات الصناعية التي يمكنه إنتاجها. يحتوي ايزومر levo من بيوتانيديول على نقطة تجمد منخفضة تبلغ -60 درجة مئوية، مما يسمح لها بالعمل كعامل مضاد للتجمد. من خلال نزع الهيدروجين التحفيزي، يمكن أن يشكل البيوتانديول ثنائي أسيتيل. ثنائي أسيتيل [الإنجليزية] مادة مضافة للغذاء يمكن استخدامها لإضافة نكهة. 0.1 ٪ من البيوتانديول يقتل معظم البكتيريا المسببة للأمراض بسبب خصائصه المطهرة. من خلال الأسترة، يُنتج أشكال سلائف لرغاوي البولي يوريثان. يمكن استخدامها في العديد من التطبيقات، بما في ذلك الأدوية ومستحضرات التجميل والمستحضرات والمراهم ومضادات التعرق. حتى أن البيوتانيديول نفسه له تطبيقات في صناعة الأدوية كناقل للأدوية.

## سلالات البكتيريا البديلة
يتطلب استخدام البكتيريا الوسيطة أن تحدث عملية التخمير أقل من 40 درجة مئوية، والتي يمكن أن تسبب تلوثًا جرثوميًا بسبب انخفاض درجة الحرارة. على المستوى الصناعي، يتطلب هذا خطوات تعقيم مما يعني أنه يجب بناء منشأة خاصة، وهناك حاجة إلى مزيد من الموظفين لتشغيل هذه الخطوة الإضافية، وتُستهلك المزيد من الطاقة في المصنع. أُثبت أن سلالة XT15 الهوائية الجديدة من Geobacillus [الإنجليزية] تنتج 2،3-بيوتانيديول عند درجة حرارة تتراوح بين 45 و 55. درجة مئوية. ستؤدي درجة الحرارة المرتفعة هذه إلى تجنب خطر التلوث لأن الكائنات الحية الدقيقة التي تعيش في بيئات طبيعية لا يمكنها التكاثر فوق 45 درجة مئوية. سلالة Geobacillus XT15 محبة للحرارة، مما يسمح لها أن تكون قادرة على تشغيل التخمير في درجة الحرارة المرتفعة هذه. لن يكون التعقيم ضروريًا باستخدام هذه السلالة البديلة مما يجعل عملية التصنيع أكثر كفاءة وفعالية من حيث التكلفة.

## روابط خارجية
- "Superpathway of (R,R)-butanediol biosynthesis". BioCyc Database. مؤرشف من الأصل في 2018-10-04.